# Lanne-Soubiran
Lanne-Soubiran è un comune francese di 120 abitanti situato nel dipartimento del Gers nella regione dell'Occitania.

## Società

### Evoluzione demografica
Abitanti censiti